# Pět tibeťanů
Pět tibeťanů je soustava pěti tibetských cviků, která jako fenomén byla známa už v 1. republice. Teprve po roce 1989 se opět objevuje v minulosti zakázaná literatura na téma alternativní metody léčby.

## Historie pěti tibeťanů
Na začátku minulého století se vysloužilý důstojník britské koloniální armády plukovník Bradford (soudí se, že to nebylo jeho pravé jméno) spřátelil s panem Peterem Kelderem. Sloužil v Indii a vyprávěl o tom, že prý někde v Tibetu je klášter, kde mniši znají tajemství věčného mládí. Dlouho přemlouval pana Keldera, aby jel s ním do Tibetu a aby spolu našli ten klášter. Plukovník nakonec odjel sám. Nutno dodat, že to byl už šedivějící pán o holi, kterému se blížila šedesátka.
Po 23 letech se plukovník Bradford vrátil do Anglie a jeho přítel ho nemohl poznat. Muž, kterému by odhadoval 45 let, mladistvého věku, vzpřímené chůze, tmavé vlasy. Vyprávěl, jak našel tibetský klášter, žil s mnichy, pěstoval zeleninu a vyráběl ovčí sýr, a také jak se naučil tajné cviky tibetských mnichů, které vracejí člověku mládí.
Pan Kelder po několik týdnů sepisoval zážitky z vyprávění plukovníka Bradforda a potom vydal o této cestě do Tibetu knihu, která byla přeložena do mnoha jazyků.
V současnosti jsou také v České republice stovky nadšenců, fitness centra a kluby, kde se pět tibeťanů cvičí.

## Z hlediska medicíny
Z hlediska lékaře jde o velmi účinnou sestavu cviků na obnovu pohyblivosti páteře.

## Z hlediska jógy
Z hlediska jogínské literatury jde o speciální cviky, které otevírají čakry (údajná energetická centra v těle), ačkoli plukovník Bradford nepřinesl žádné jogínské učení – pouze sestavu pěti účinných cviků.

## Provedení pěti cviků
Cviky se mají provádět denně, a to v množství minimálně 3krát od každého cviku a maximálně 21krát. Cviky se mají provádět pomalu a soustředěně a pouze tolik, abychom se extrémně neunavovali. Začíná se s minimálním počtem cviků a je možné každý týden maximálně o jeden počet cviků zvýšit.
Obecně platí: provádím-li cvik, nadechuji se, vracím-li se do základní polohy, vydechuje se. S výjimkou prvního cviku máme v každém cviku chvilku setrvat. Nejsou to tedy cviky na rychlost (v žádném případě to není aerobik v rychlém rytmu podle hudby!), ale na výdrž. Každý cvičí pomalu, individuální rychlostí.
1. tibeťan:

1. tibeťan

Ve stoji spatném upažíme, dlaně dolů. Pozvolna se začínáme otáčet drobnými bočními kroky ve směru hodinových ručiček. Snažíme se zrychlit otáčení tak, aby ruce rotovaly v horizontu odstředivou silou. Zaměřte se na jeden směr (například slunce) podle kterého se orientujete a počítáte otáčky. Poté opět pozvolna snižujeme otáčky tak, aby se nám ideálně vůbec netočila hlava. Dýcháme pomalu rovnoměrně.
2. tibeťan:

2. tibeťan

V leže, paže podél těla – zvedáme nejprve hlavu na prsa (aby nás nebolela bedra), a teprve poté nohy kolmo vzhůru, špičky nohou k sobě – nádech. Při položení hlavy a nohou špičky nohou od sebe - výdech.
3. tibeťan:

3. tibeťan

V kleče rukama se přidržujeme hýždí. Nohy jsou bosé. Špičky nohou ohnuty a zapřeny o zem. Záklon tělem i hlavou – nádech. Návrat těla do kolmé polohy, hlava skloněna na prsa – výdech.
4. tibeťan:

4. tibeťan

Nejobtížnější cvik! Velmi obtížné zpočátku pro starší a méně pohyblivé lidi. Ze sedu, ruce položeny na zemi dlaněni dolů těsně vedle hýždí. S nádechem zdviháme břicho vzhůru, z podpory na patách došlapujeme na plná chodidla, zakláníme hlavu dozadu. Výdrž s bedry co nejvýše a návrat do základní polohy s výdechem do sedu. Ruce i nohy jsou stále na stejném místě!
5. tibeťan:

5. tibeťan

Základní poloha se velmi podobá „klikům“, tedy podporu ležmo. Liší se tím, že nohama jsme vzepřeni na špičkách (stejně jako u 3. cviku) a ruce máme napjaté. Tělo je prohnuté, avšak břicho se nedotýká země. Hlava je zakloněná. S nádechem skláníme hlavu na prsa a vytrčíme zadek co nejvíce vzhůru. Nohy jsou napjaté a s tělem tvoří jakousi střechu. Do základní polohy se vracíme s výdechem. Po dobu cvičení tohoto cviku se nedotýkáme země trupem!

## Šestý tibeťan
Na závěr knihy Pět tibeťanů se hovoří jako o vlastním tajemství omládnutí také o 6. tibetském cviku. Ten je zaměřen na práci s lidskou sexualitou, což autor doporučuje jak sexuálně aktivním, tak i těm, kteří se zřekli jakékoli sexuální aktivity.
Ze stoje spatného hluboký výdech s nejhlubším předklonem, špičky rukou se dotýkají špiček u nohou. Nato se zadrží dech a pomalu se vztyčujeme – můžeme si pomoci rukama v bok. Ve vztyčené poloze se velice pomalu nadechujeme nosem.